# 内藤信方
内藤 信方（ないとう のぶかた、享和2年11月30日（1802年12月24日） - 文政5年7月13日（1822年8月29日））は、越後国村上藩6代藩主・内藤信敦の長男。母は柳沢保光の娘。正室は酒井忠進の娘。継室に松平忠恵の娘従五位下豊前守、従四位下紀伊守、侍従。別名：三左衛門、信思（のぶこと）。
越後村上藩嫡子だったが、家督を継ぐことなく父に先立って死去した。代わって、異母弟の信親が嫡子となり、のちに7代藩主に就任した。